# Blahodatne, Cernihivka
Blahodatne (în ucraineană Благодатне, în germană Gnadental) este un sat în comuna Șîrokîi Iar din raionul Cernihivka, regiunea Zaporijjea, Ucraina. Satul a fost locuit de germanii pontici.   

## Demografie
Componența lingvistică a localității Blahodatne
     Ucraineană (95,97%)
     Rusă (4,03%)
Conform recensământului din 2001, majoritatea populației localității Blahodatne era vorbitoare de ucraineană (95,97%), existând în minoritate și vorbitori de rusă (4,03%).